# Bruck Lajos

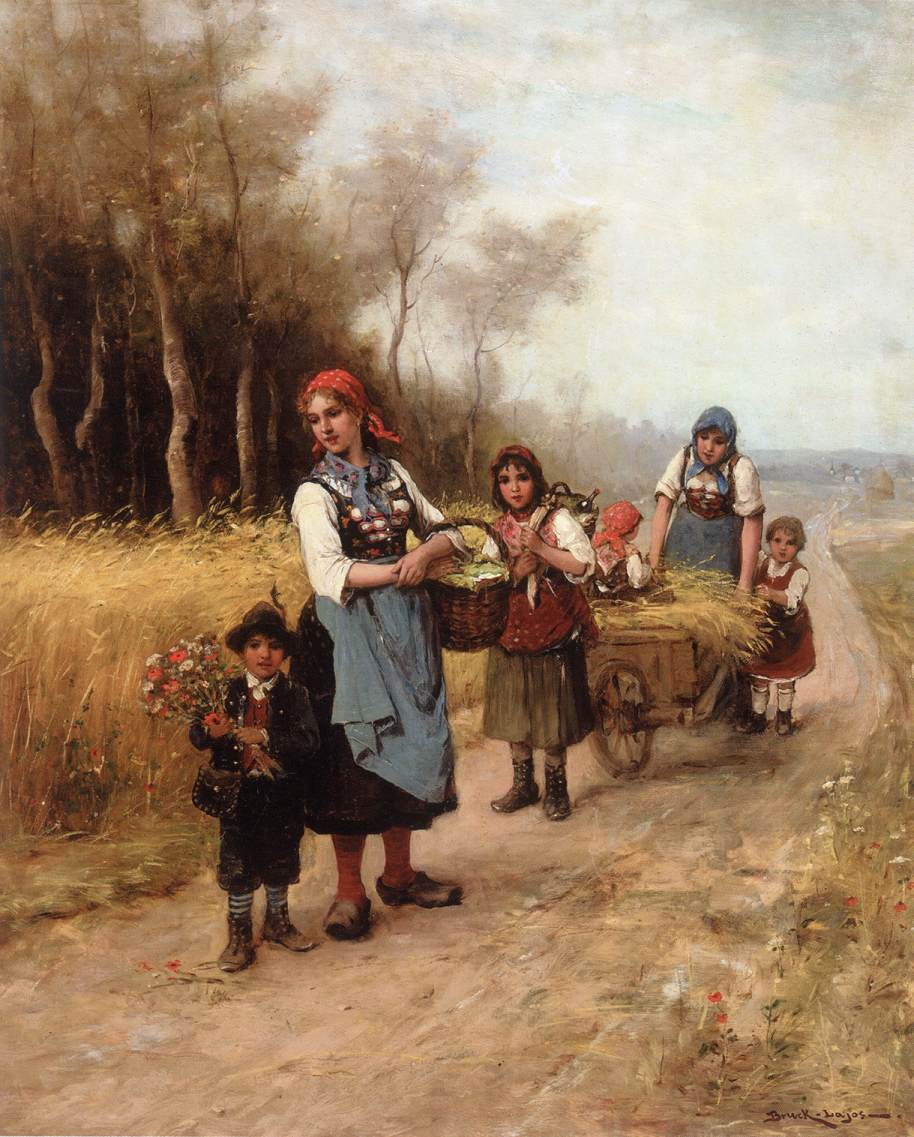
Vásárra indulók

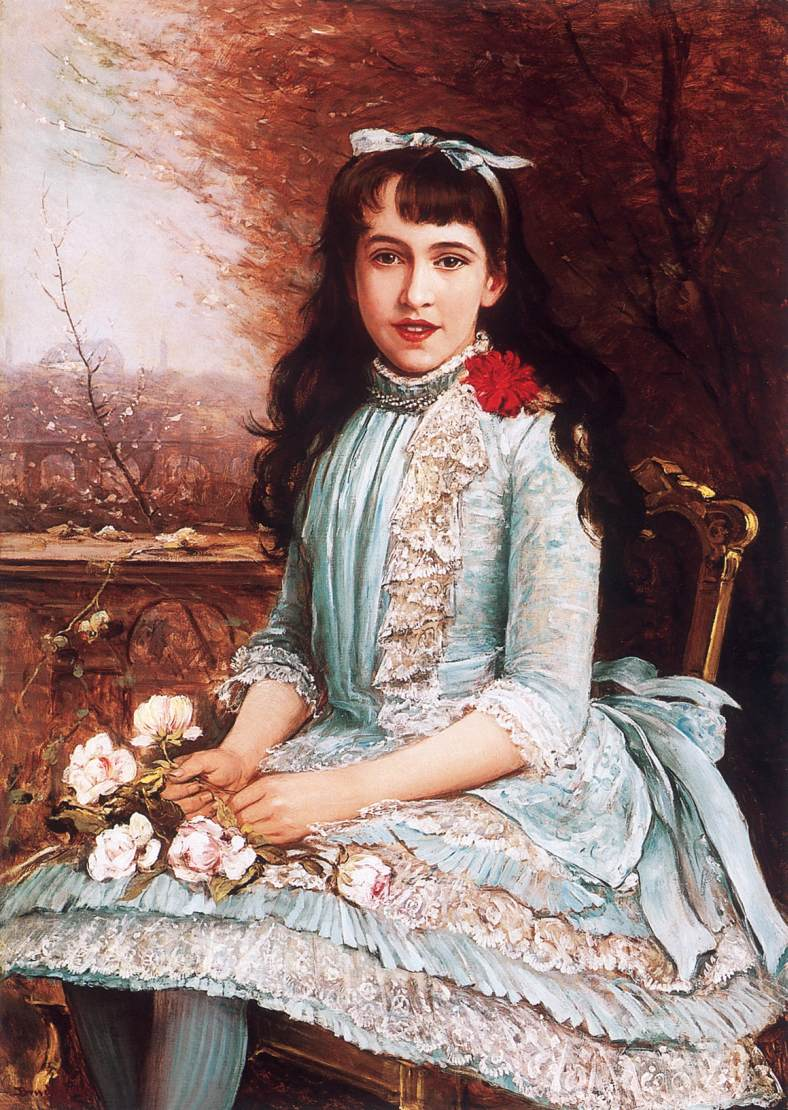
Kékruhás lány rózsákkal

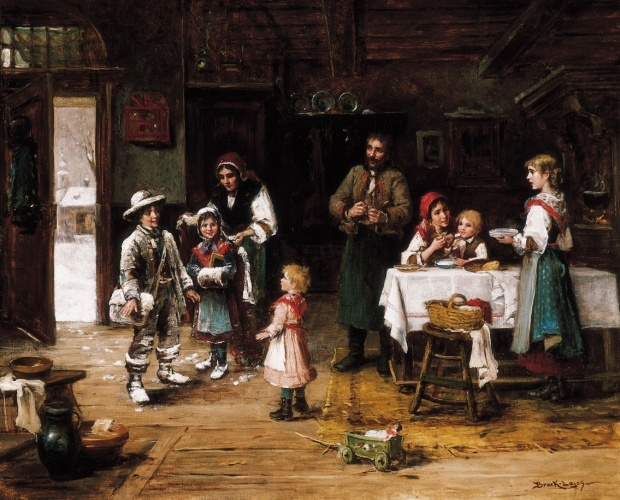
Hazatérés

Bruck Lajos (Pápa, 1846. november 3. – Budapest, 1910. december 3.) festőművész, Bruck Jakab (1846–1902) orvos öccse, Bruck Hermina (1861–1945) és Bruck Miksa (1863–1920) festőművészek bátyja.

## Életpályája
Bruck Mór és Bonyhárd Jozefa fiaként született. Tizenegyen voltak testvérek. Alsóbb iskoláit a fővárosban végezte. Apja kereskedelmi pályára szánta, de ő a Bécsi Képzőművészeti Akadémiára ment festészetet tanulni. Itt sikerült annyi megrendeléshez jutnia, hogy úrrá legyen anyagi nehézségein, hazaküldött képei alapján elnyert állami ösztöndíjjal 1869-ben beiratkozott a velencei képzőművészeti akadémiára (Accademia di Belle Arti), ahol Pompeo Molmenti tanítványa lett. 1874-ben, rövid római és nápolyi tanulmányút után művészeti tanulmányait Párizsban, Munkácsy Mihály irányítása alatt folytatta. Hamarosan Párizsban és – a hazai kiállításokra küldött képei révén – Magyarországon is széles körben ismert festőművésszé vált. 1880-ban az Alföldön, 1883-ban Kalotaszegen tett tanulmányutat. 1885-ben Londonba költözött, ahol többek között az uralkodóháztól is számos megrendelést kapott. 1886-ban a londoni magyarok egyesületének elnökévé választották. E minőségében sikerült megakadályoznia az egyesület londoni osztrákok egyesületébe történő beolvasztását. 1895-ben tért haza, ettől kezdve haláláig Budapesten élt és alkotott. Aktívan részt vett a főváros művészeti életében. 1894-ben alapító tagja volt a Nemzeti Szalonnak. 1895-ben felvették a Demokratia szabadkőműves páholyba. 1899-ben a magyar kormány őt bízta meg egy szentpétervári kiállítás szervezésével, melynek megnyitásán II. Miklós cár az Szent Anna-renddel tüntette ki.
A Salgótarjáni utcai zsidó temetőben helyezték nyugalomra.

## Családja
Felesége Kaufmann Rebeka Róza (1852–1912) volt, Kaufmann Ármin és Berleburger Janka lánya.
Gyermekei:
- Bruck György
- Bruck Johanna Mária (1878–1963).
- Bruck Margit Alice (1891–1946). Férje domanoveci és lestinei Zmeskáll István (1893–?).[12]

## Művészi pályája
Olaszországi tartózkodása idején főleg naturalista életképeket festett. A Falusi konyha és a Vásártér a Ponte Rialto előtt című képeit az 1873. évi bécsi világkiállításon mutatták be. Párizsi tartózkodása idején teljesen átvette Munkácsy Mihály stílusát, így több eredetileg Munkácsynak tulajdonított festmény valójában tőle származik. A Munkácsy modorában festett Jó tanácsok című képe Párizsban nagy sikert aratott. Budapesten 1876-ban a Nemzeti Szalonban kiállított Erdő szélén című képével hívta fel magára a figyelmet, majd 1877-ben az Utazás a városba című festménye széles körben ismertté tette. 1879-ben a párizsi Szalonban elnyerte a Mention Honorable díjat. Alföldi és kalotaszegi tanulmányútján készített vázlatai alapján Párizsba visszatérve számos tájképet és magyar népéletet ábrázoló életképet festett. 1885-től, Londonban elsősorban portréi tették ismertté. Művei rendszeresen szerepeltek a Royal Academy kiállításain. Hazatérése után a Műcsarnok kiállításainak volt állandó résztvevője. 1896-ban megfestette I. Ferenc József és Erzsébet királyné arcképét. 1902-től számos, Budapest városrészeit megörökítő képet festett. Hagyatéki kiállítása 1911-ben a Műcsarnokban volt, ahol műveit a szintén 1910-ben elhunyt Mihalik Dániel és Pap Henrik festőművészek alkotásaival együtt mutatták be. 

### Főbb művei
- Falusi konyha
- Vásártér a Ponte Rialto előtt
- Erdő szélén
- Utazás a városba
- Kastély belseje
- Olvasó barát
- Hivatalszoba Zborón
- Velencei zöldségeskert
- Istálló
- La Varenne
- Leányka arcképe
- Vízparti táj
- Rudas fürdő
- Piac a Dísztéren
- Buda látképe
- Párizsi udvar
- Várkert rakpart északról
- A pesti Dunapart